# Бой при Егаче
Бой при Егаче (ныне река Шестакова) — вооруженное столкновение, произошедшее 14 (25) марта 1730 года между войсками Российской Империи, представленными преимущественно казаками и подвластными России народами Сибири, с одной стороны и чукчами — с другой. Завершилось победой чукчей и гибелью казацкого головы А. Ф. Шестакова.

## Предыстория
В конце XVII века русские дошли до границ земель, населённых чукчами. Чукчи были не только гордым, свободолюбивым и воинственным народом, но и местными экспансионерами. Они презирали все окружающие их народы и постоянно терроризировали их своими набегами. В этих условиях конфликт их с русскими был неизбежен. В 1727 году по инициативе якутского казачьего головы Афанасия Шестакова Сенат Российской империи принял решение о приведении чукчей в российское подданство.
Для достижения этой цели на Чукотку был направлен отряд из 400 человек солдат и казаков под командой Шестакова. Начальником военной команды определён капитан Тобольского драгунского полка Дмитрий Павлуцкий. Этот отряд был усилен за счёт подвластных России народов Сибири: коряков, якутов, эвенов и юкагиров. Однако Павлуцкий и Шестаков быстро поссорились, и каждый стал действовать по отдельности. Шестаков со своим отрядом, планируя покорить коряков, дошёл из Якутска в Охотск по суше, но, выйдя оттуда по морю, потерпел кораблекрушение. Далее он шёл по суше из Тауйского острога в Анадырск, по пути заставляя оседлых коряков платить ясак. Продвигаясь вперёд, Шестаков узнал об угрозе нападения чукчей и, оставив казну в укреплении из санок, двинулся навстречу неприятелю. На реке Егаче (Ергаче) он встретил крупные силы чукчей, собравшихся в очередной набег на коряков, и решил сразиться с ними.
Под командованием Шестакова было 143 человека. Только 20 из них были русские (дворянин Б. Жертин и 19 казаков). Остальные 113 были инородцы: якуты, эвены и коряки. Силы чукчей точно неизвестны, однако с уверенностью можно сказать, что их было значительно больше, чем людей Шестакова. По некоторым свидетельствам, их было 2 000, хотя эта цифра, скорее всего, завышена. Сначала казаки хотели напасть на неприятеля ночью, но не стали будить своего атамана, отличавшегося весьма крутым нравом, и таким образом упустили инициативу. Это стало их роковой ошибкой: чукчи не любили ночных сражений, а будучи застигнуты врасплох, не оборонялись, а сразу же обращались в бегство. Поэтому казаки, напав на них ночью, скорее всего могли бы одержать лёгкую победу. Однако бой произошёл утром, а это время как раз и предпочитали чукчи. Обе стороны надели доспехи: русские — железные, чукчи — костяные. Шестаков построил на правом фланге эвенов, на левом — коряков, в центре казаков и якутов, а сам вместе с переводчиком Тайбутом разместился в импровизированном укреплении из поставленных кругом нарт позади войска. О построении чукчей ничего неизвестно. Возможно, ночью они успели сделать засаду на левом фланге русских.

## Ход боя
Бой начался без предшествовавших переговоров. Казаки дали залп из ружей, а чукчи ответили градом стрел и с обеих сторон появились раненые. После этого, не дав противнику перезарядить ружья, чукчи бросились в рукопашную. Робкие коряки почти сразу же побежали. При бегстве они попали в устроенную чукчами засаду (возможно, засады не было, а чукчи просто во время боя зашли к ним в тыл). Чукчи направились к укреплению из саней. Видя бегство коряков, побежали и эвенки, и на поле боя остались одни казаки и якуты, которым из бегущих инородцев никто не подумал подать помощь. Шестаков выбежал из укрепления, бросился на помощь товарищам и убил многих чукчей, однако чукотская стрела попала ему в горло. Шестаков выдернул стрелу и хотел бежать, вскочив в первую попавшуюся нарту. Однако упряжка оказалась чукотской, а управлять ей Шестаков толком не умел. Поэтому олень инстинктивно привёз его прямо в гущу врагов, к своему хозяину, который вместе с тремя другими чукчами тотчас же заколол атамана копьём. Оставшиеся казаки бежали. Толмач Тайбут, бывший свидетелем гибели Шестакова, также спасся. Он догнал бежавших и сообщил им о смерти атамана. Чукчи не стали преследовать разбитого неприятеля.

## Потери
Данные о потерях русских войск разнятся. По одной версии с их стороны погиб 31 человек: сам Шестаков, дворянин Б. Жертин, 9 казаков, 9 якутов и 11 других инородцев. По другим данным русские потеряли 28 человек: 2 командиров, 9 казаков, 11 эвенов, 6 якутов и одного коряка. А. С. Зуев полагает, что погибло 10 служилых, 11 эвенов, 6 якутов и один крещёный коряк. Чукчи разграбили русское укрепление из саней и захватили там знамя, 12 фузей, 3 винтовки, 12 ручных гранат и 12 железных куяков. О потерях самих чукчей ничего неизвестно. Вероятно, они были сравнительно невелики, так как бой был недолгим, а инородцы почти сразу же обратились в бегство.

## Последствия
Бой при Егаче стал первым крупным (по местным меркам) поражением русских от чукчей (он также оставался и самым тяжёлым из таких поражений вплоть до 1747 года, когда отряд Д. И. Павлуцкого был разбит в бою на реке Орловой). Под впечатлением этого события против русского господства восстали коряки и ительмены. Однако вскоре Павлуцкий вступил на земли чукчей и нанёс им ряд поражений. Уже в следующем году он отбил у них часть добычи, захваченной в ходе боя при Егаче. Вплоть до 1747 года он совершал карательные рейды, каждый раз нанося чукчам большие потери.

## Интересные факты
Бой при Егаче произошел ровно за 17 лет до битвы на реке Орловой, в котором чукчи одержали ещё одну выдающуюся победу и убили Павлуцкого. Оба сражения произошли 14 марта по старому стилю.